# Parachelifer montanus
Parachelifer montanus es una especie de arácnido del orden Pseudoscorpionida de la familia Cheliferidae.

## Distribución geográfica
Se encuentra en Montana (Estados Unidos).